# Deutsche Gesellschaft für Arterioskleroseforschung
Die Deutsche Gesellschaft für Arterioskleroseforschung e.V. (DGAF) mit Sitz in München ist eine wissenschaftlich-medizinische Fachgesellschaft. Ihr Zweck ist die Förderung der Wissenschaft auf dem Gebiet der Atherosklerose und verfolgt das Ziel, die Expertise der theoretischen Fächer mit den klinischen Problemstellungen zusammenzubringen.
Die DGAF ist seit 2003 Mitglied der Arbeitsgemeinschaft der Wissenschaftlichen Medizinischen Fachgesellschaften.

## Aktivitäten

### Leitlinien zur Behandlung
Die Gesellschaft entwickelt zu Themen ihres Fachgebiets medizinische Leitlinien, die im Rahmen des AWMF-Leitlinienprogramms veröffentlicht werden.

### Tagungen
DGAF ist Mitorganisator des deutschen Atherosklerosekongresses. Die jährliche Fachtagung der DGAF findet seit dem Jahr 2019 im Rahmen des Vascular Medicine and Atherosclerosis Congress (VMAC) statt, der in Kooperation mit der D.A.CH-Gesellschaft Prävention von Herz-Kreislauf-Erkrankungen und der Deutschen Gesellschaft zur Bekämpfung von Fettstoffwechselstörungen und ihren Folgeerkrankungen DGFF (auch Lipid-Liga) veranstaltet wird.

### Publikationen
Sechsmal jährlich erscheint das Organ der DGAF, die zweimonatlich erscheinende angiologische Fachzeitschrift Perfusion.

### Auszeichnungen
Die Fachgesellschaft verleiht seit 1992 den W. H. Hauss-Preis, der an ihr Gründungsmitglied und ersten Vorsitzenden erinnert. Der Preis ist seit dem Jahr 2018 mit 3.000 € dotiert. Im Jahr 1998 verlieh die DGAF zudem erstmals die Schönheimer-Medaille an verdiente Wissenschaftler im Themenfeld der Arterioskleroseforschung. Darüber hinaus verleiht die DGAF drei Nachwuchspreise. Der Gotthard-Schettler-Preis wird zur jährlichen Tagung an Wissenschaftler unter 35 Jahren für besondere Beiträge verliehen. Der Eberhard-Betz-Preis ist ein Poster-Preis zur Jahrestagung und prämiert den besten Beitrag zur Präsentation von Projekten oder Konzepten. Der Hans-Kaffarnek-Preis wird ebenfalls zur Poster-Ausstellung verliehen, ehrt aber, im Unterschied zum Eberhard-Betz-Preis, die beste Präsentation, unabhängig vom Inhalt der vorgestellten Arbeiten.